# Бешгіоз
Бешгіо́з (рум. Beșghioz, гаг. Beşgöz) — село в Чадирського округу Гагаузії Молдови, утворює окрему комуну.
Село розташоване на річці Лунга.
В селі народився Михайло Формузал — башкан Гагаузії з 2007 року, а також Віктор Єфтені — радянський та український борець.
Населення утворюють в основному гагаузи — 3203 особи, живуть також росіяни — 76, болгари  — 66, молдовани — 46.